# 老教堂 (代爾夫特)

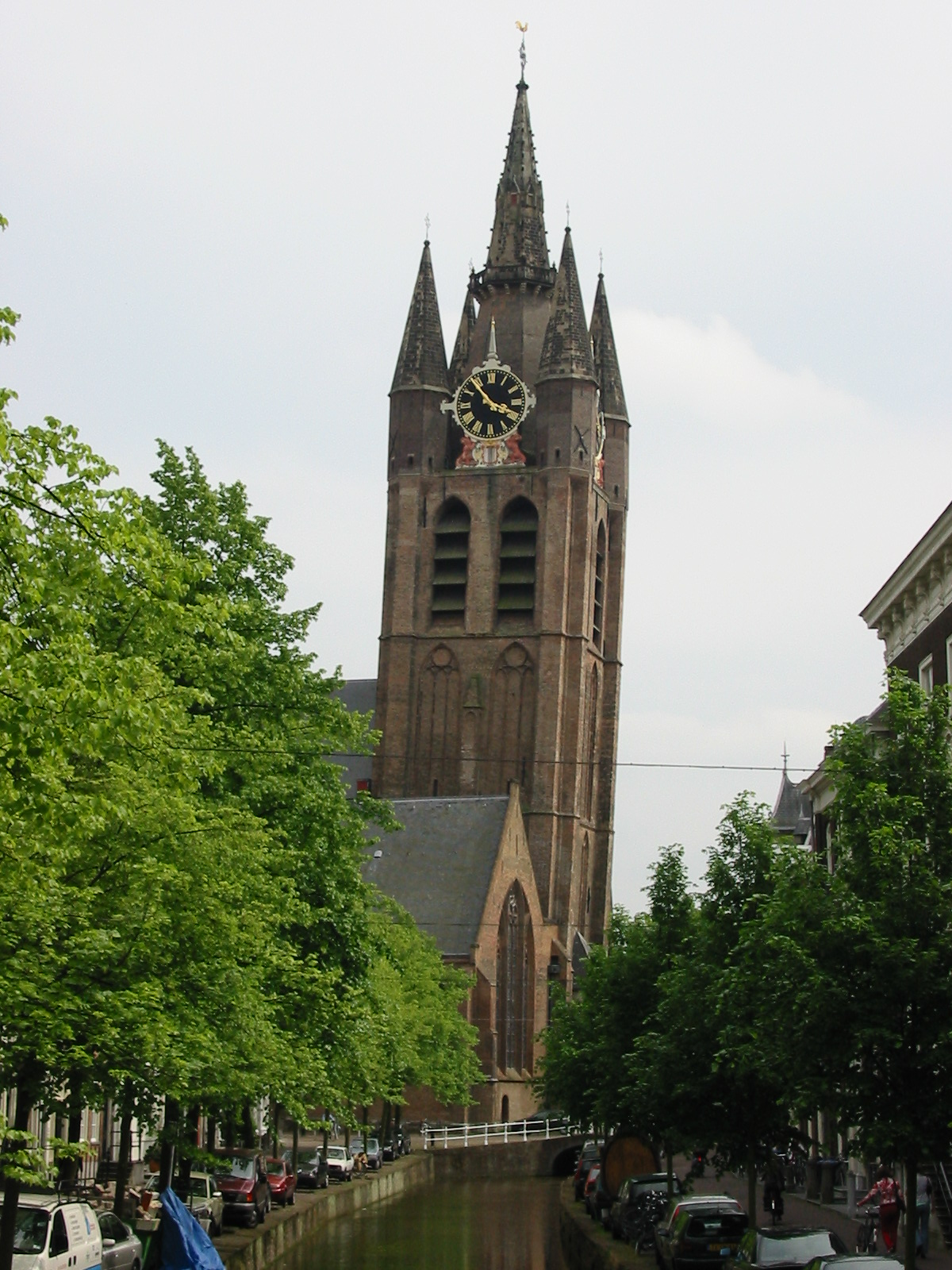
老教堂，代尔夫特

老教堂（荷蘭語：Oude Kerk）是荷兰南荷兰省代尔夫特的一座教堂，建於13世紀，教堂的塔高245英尺，塔身則比垂直面倾斜了2米。倾斜的塔是此教堂的一大特色。
代爾夫特當地著名畫家維米爾安葬在教堂的塔內。

## 外部連結
- Oude Kerk website
- View of the Oude Kerk （页面存档备份，存于） painted by Jan van der Heyden, ca. 1660 (Web Gallery of Art)

52°0′45″N 4°21′19″E / 52.01250°N 4.35528°E